# Soufiane Sahbaoui
Soufiane Sahbaoui, né le 14 août 1995, est un coureur cycliste marocain.

## Palmarès sur route

### Par année
- 2013
  - 3e du championnat du Maroc du contre-la-montre juniors
- 2015
  - 2e étape du Tour d'Égypte
  - 3e du championnat du Maroc du contre-la-montre espoirs
- 2016
  -  Champion du Maroc sur route espoirs
  - Challenge du Prince - Trophée de l'anniversaire
  - 3e étape du Grand Prix Chantal Biya
- 2017
  -  Médaillé d'argent de la course en ligne des Jeux de la Francophonie
  - 3e du Challenge du Prince - Trophée de la maison royale

### Classements mondiaux
| Année           | 2015 | 2016 | 2017 |
| --------------- | ---- | ---- | ---- |
| UCI Africa Tour | 133e | 24e  | 11e  |

## Palmarès sur piste

### Championnats d'Afrique
- Casablanca 2016
  -  Champion d'Afrique de poursuite par équipes (avec Abderrahim Aouida, Mohcine El Kouraji et El Mehdi Chokri)